# Armee Ligurien
De Armee Ligurien was een Duits/Italiaans leger in de Tweede Wereldoorlog. 

## Krijgsgeschiedenis
De Armee Ligurien werd opgericht op 31 juli 1944 door omdopen van Armee-Abteilung von Zangen in Italië. Tussen november 1944 en februari 1945 stond het ook bekend als Armeegruppe Ligurien, aangezien ook het 14e Leger tijdelijk onder bevel stond.
Armee Ligurien was een gemengd Duits-Italiaanse eenheid. De Italiaanse inbreng vanuit de Italiaanse Sociale Republiek waren een aantal divisies van het ENR (Nationale Republikeinse Leger). Het leger was verantwoordelijk voor de kustverdediging langs de Ligurische kust en ook voor het achterland.
Armee Ligurien capituleerde op 2 mei 1945, tegelijk met alle Duitse troepen in Italië.

## Commandant

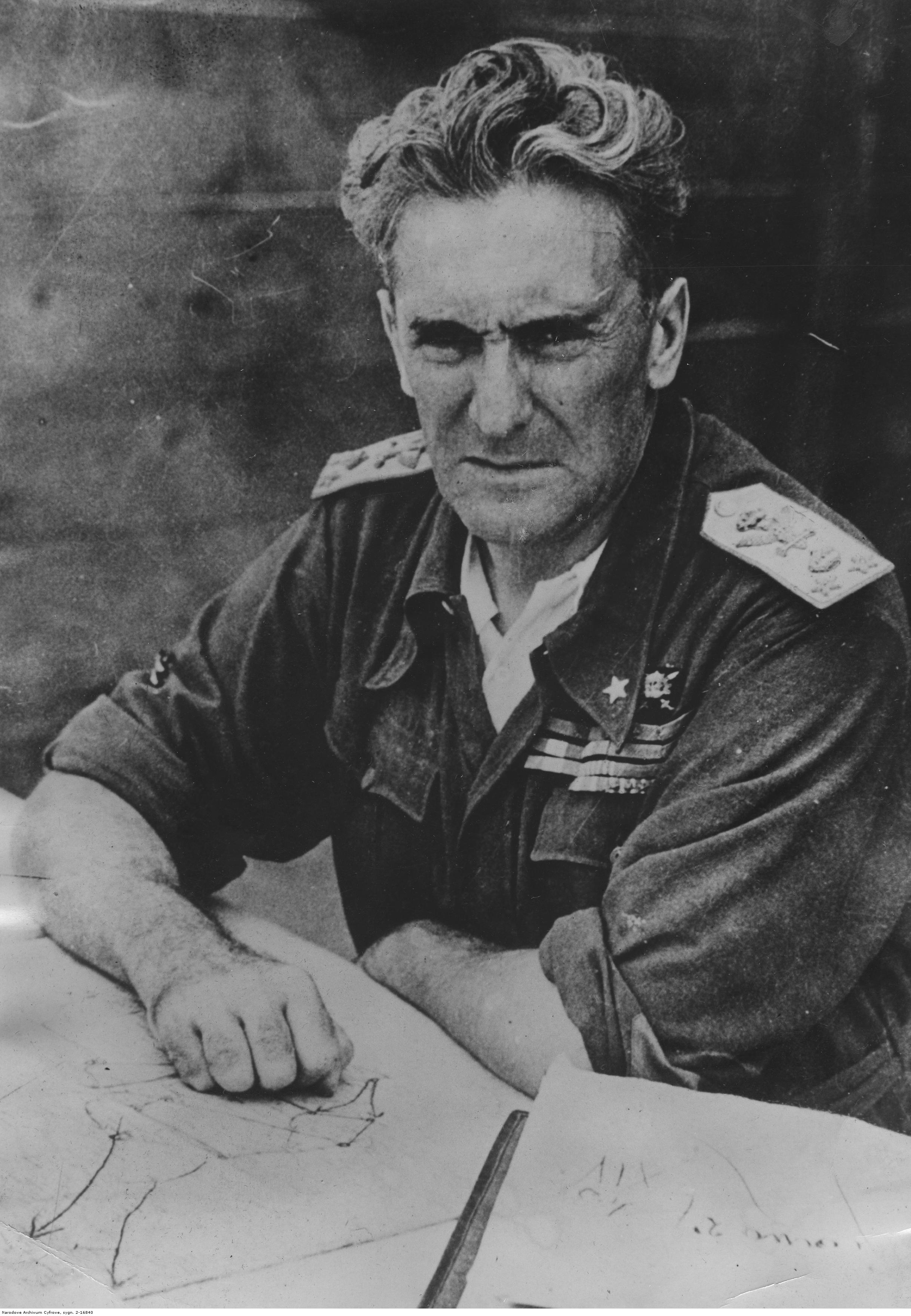
Maarschalk Rodolfo Graziani in 1940

| Rang                  | Naam             | Begin        | Eind       |
| --------------------- | ---------------- | ------------ | ---------- |
| Maarschalk van Italië | Rodolfo Graziani | 31 juli 1944 | 1 mei 1945 |